# Мучалинда

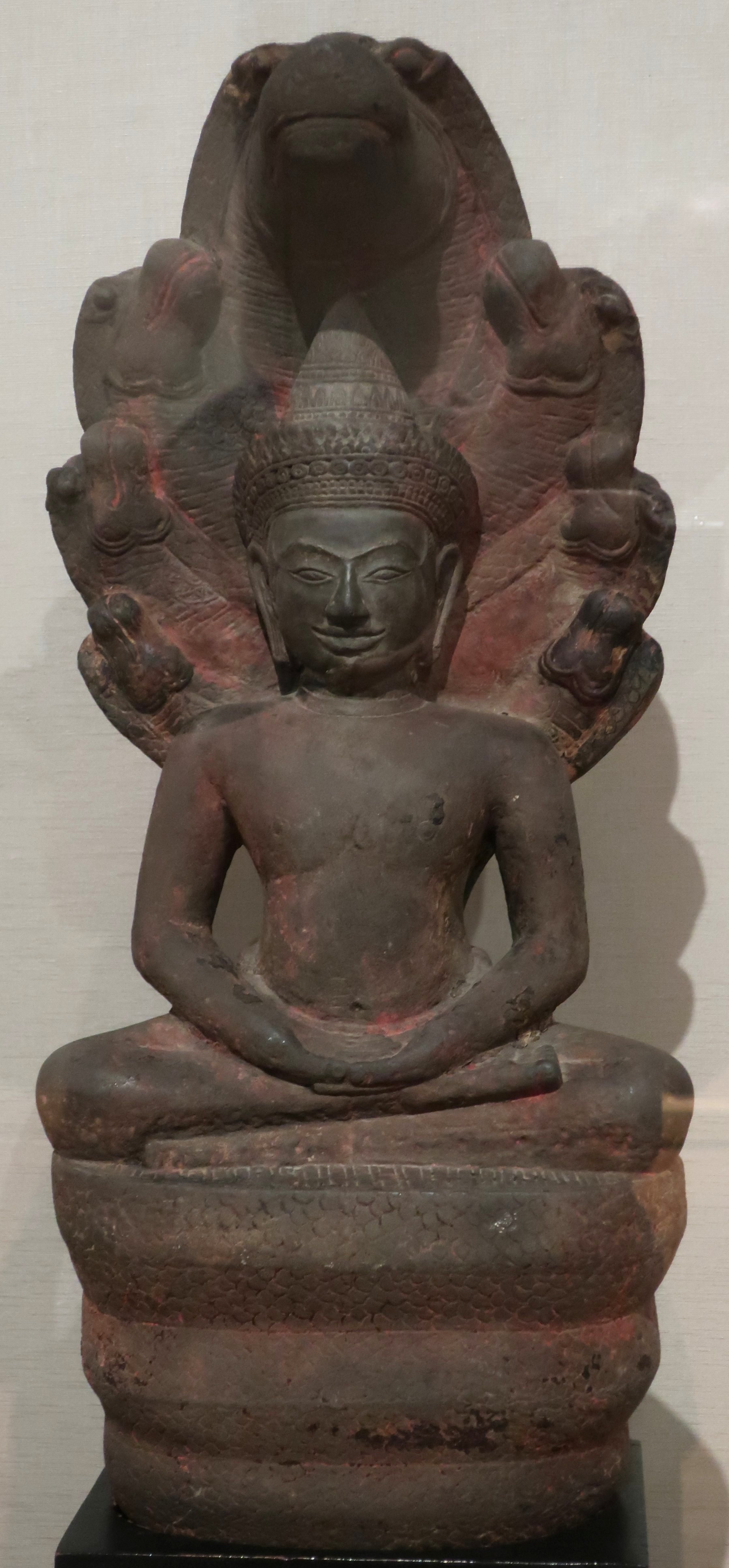
Мучалинда и Будда

Мучалинда (मुचलिन्द), Мукалинда или Мусилинда — нага (змееподобное существо), который защищал Будду Шакьямуни от непогоды после его просветления. Сюжет описан в Мучалиндасутте, во второй главе Уданы, третьей книге Кхуддака-никаи.

## Предание
Согласно Мучалинда Сутте, сразу после Просветления Будда сидел в медитации и наслаждался блаженством освобождения. Но не по сезону, небеса покрыл мрак, после чего пошёл сильнейший дождь и разразилась ужасная буря, бушевавшая семь дней. Тогда могучий царь змей Мучалинда вышел из-под земли и защитил своим капюшоном того, кто является прибежищем всякому ищущему. Когда буря стихла, и тучи рассеялись, царь змей (нагараджа) принял свой человеческий облик, поклонился перед Буддой и возвратился с радостью в свой дворец.

## Скульптурные изображения
Сюжет о Будде, медитирующем под защитой Мучалинды, очень распространён в буддистском искусстве Лаоса. Особенно впечатляет гигантское современное исполнение работы скульптора Луанг-пу Бунлыа Сулилата в парке Салакэуку.

## Мучалинда в литературе
Легенда о Мучалинде занимает видное место в романе «Остров» писателя Олдоса Леонардо Хаксли, где тот функционирует как метафора общения между человеком и природой в противовес культурной западной и христианской враждебно-осторожной позиции по отношению к змеям.